# EE Cephei
EE Cephei – gwiazda zmienna położona w gwiazdozbiorze Cefeusza. Gwiazda ta została zidentyfikowana jako zmienna w 1952 roku przez Giuliano Romano. 
EE Cephei jest układem zaćmieniowym o okresie 5,6 roku. Typ geometrii zaćmień tej gwiazdy wykazuje podobieństwa do Epsilon Aurigae.